# 德布西撞擊坑
德布西撞擊坑（Debussy）是水星上一個有射紋系統的撞擊坑，於1969年由金石深空通訊體系的低解析度雷達影像發現。之後在1999到2005年間由阿雷西博天文台進行更高解析度的觀測，起初德布西撞擊坑被編為 feature A。在雷達影像中明亮的射紋系統代表該撞擊坑在地質上是年輕撞擊坑，因為它的表面相當崎嶇，讓電波容易被散射。
該撞擊坑以法國著名音樂家阿希尔-克洛德·德彪西命名，直徑85公里，而它的射紋系統則延伸了數百公里，範圍遍及大部分的水星南半球。德布西撞擊坑的射紋系統是水星上除了北齋撞擊坑以外最明顯的。
右下方信使號於2011年3月29日所拍攝德布西撞擊坑的影像是有史以來在環繞水星軌道上所拍攝特徵最明顯的一幅。

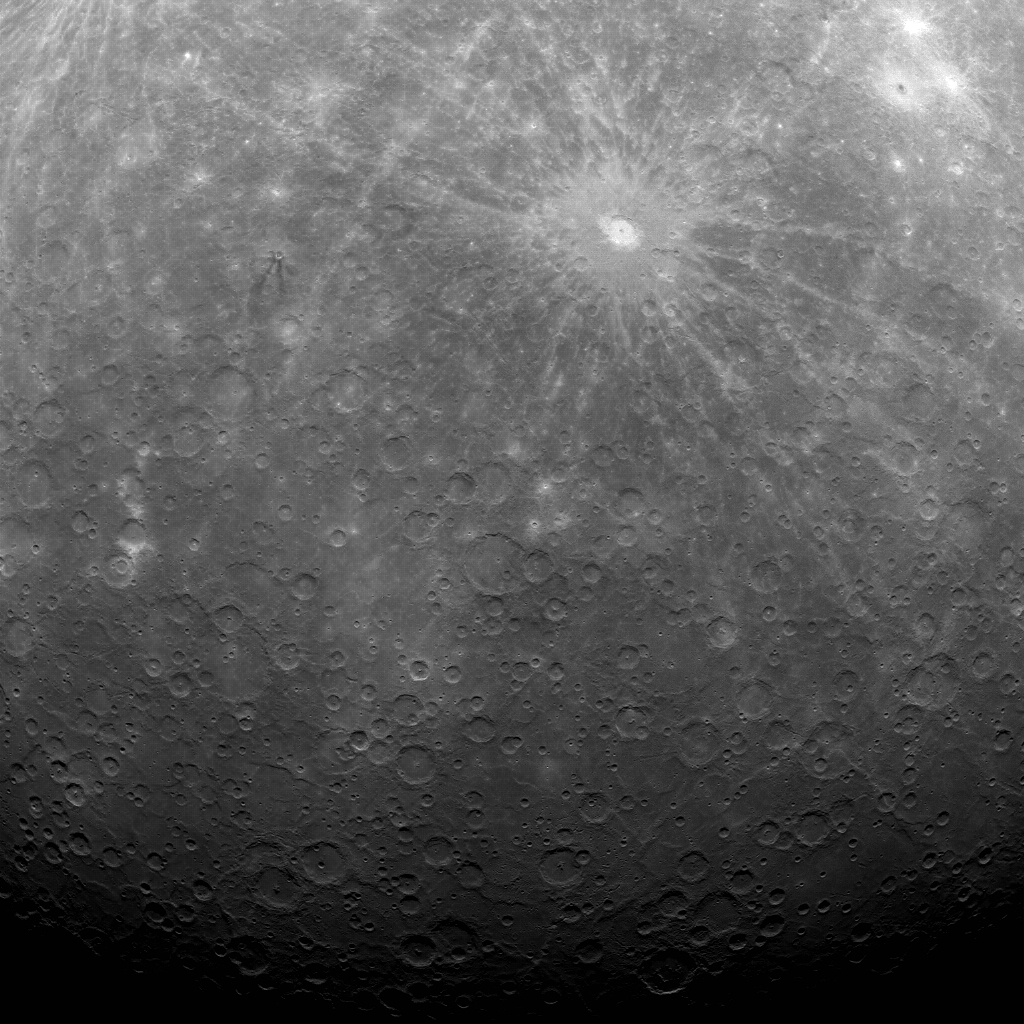
在環繞水星軌道上拍攝的第一幅德布西撞擊坑影像。